# (2467) Kollontai
(2467) Kollontai ist ein Asteroid des Hauptgürtels, der am 14. August 1966 von der russischen Astronomin Ljudmila Iwanowna Tschernych am Krim-Observatorium in Nautschnyj (IAU-Code 095) entdeckt wurde.
Der Asteroid wurde nach der russischen Revolutionärin und Diplomatin Alexandra Michailowna Kollontai (1872–1952) benannt, die 1923 als Gesandte der Sowjetunion in Norwegen die erste akkreditierte Diplomatin der Welt wurde.